# 初井言榮
初井 言榮 （はつい ことえ、1929年〈昭和4年〉1月8日 - 1990年〈平成2年〉9月21日）は、日本の女優、声優。本名、山野 典子。
神奈川県横浜市出身。青葉実践高等女学校、舞台芸術アカデミー卒業。元劇団青年座所属。夫は俳優の山野史人（1970年から1990年まで）。

## 来歴・人物

### 劇団員として
東宝の児童劇団「東童」を経て、1948年劇団俳優座研究生として加入。後に山岡久乃らと脱退し、1954年劇団青年座設立に参加。青年座公演とかけもちで1957年から1970年まで日活の専属女優として活動し、日活アクション映画の悪役等を中心に多数出演した。
青年座では演出（『ばうめん波を叩け』他） や後進の指導にあたり（松岡ミユキ 、矢野いづみなど）、またボランティアで郷里である横浜の市民演劇へ演技指導を行っていた。青年座公演では、森塚敏、西田敏行らの助演者としてオールドミス役・中年役などを多く演じた。
演じた役が実年齢以上がほとんどだったため、「新劇界の三大婆さん（役）女優」の一人と呼ばれた（他は劇団民藝の北林谷栄、劇団文化座の鈴木光枝）。「三大婆さん女優」の中では若手で（北林：1911年生まれ 鈴木：1918年生まれ）、映画･テレビ映像や舞台演技で静的老境を得意とした二人とは対照的に演技は幅広く、舞台では同様の老女から達者活発なお婆役、元気な中壮年役、中年病身役、水商売、インテリ女性といった様々な大人女性像を演じ、平行活動出演した日活時代（日活は戦時政府政策から戦後独立、新興映画会社として再出発から劇団民藝が俳優の演技指導協力を依頼していた）は、ギャング情婦など悪役を演じている。

### 映画・ドラマの俳優として
日活との契約解除後は、映画やテレビドラマの俳優として活躍する。
1970年代後半から1980年代にかけ、市毛良枝との名コンビで親しまれ、「ライオン奥様劇場」の『嫁姑』シリーズを始めとし、クセのある姑・祖母役で出演して「姑役女優」として広い世代に知名度を高めた。
冷徹で手厳しい祖母役がハマり役だったが実際の性格は逆で、プライベートでは温厚かつ大変気遣い上手な優しい人柄であったという。『ヤヌスの鏡』で共演した杉浦幸からも「役柄と違い、とても優しかった」と評されたほどであり、冷酷なシーンの撮影が終わった後は杉浦本人を労わったり、杉浦が叱られた時は庇ったり、杉浦への演技のアドバイスも丁寧にしてくれていたと言う。また、その性格ゆえか実際に厳しく叱りながら折檻する場面ではその性格ゆえに本気になることがどうしてもできずにNGを連発し、それを見かねた監督が代行したほどだった。彼女のリンク先も参照。

### 声優として
声優ではラジオドラマのほか、映画『ティファニーで朝食を』のパトリシア・ニールや映画『愛と喝采の日々』でのアン・バンクロフト、アガサ・クリスティの小説及び戯曲『検察側の証人』を原作とする法廷ミステリー映画『情婦』でのマレーネ・ディートリヒなどの日本語版吹き替えを演じた。
アニメーション作品では、スタジオジブリ制作の映画『天空の城ラピュタ』で海賊ドーラを演じた。

### 晩年～死去
1988年に胃癌のため全摘出手術を受け、その後は入退院を繰り返していた。
1990年9月20日に胃癌再発のため東京女子医科大学病院に入院するも、翌9月21日午後2時54分に同病院で死去。61歳没。当たり役の老境演技を体現しないままの早世が惜しまれた。
新劇界著名人の一人であり、結団から永年青年座を支えた功績と慰労から葬儀は劇団葬で青年座劇場で行われ、座長・森塚敏が葬儀委員長を務めた。

## 出演作品（女優）

### 舞台（代表的なもの）
- 第三の証言 (1954年12月17 - 23日 俳優座劇場) 作 椎名麟三（青年座旗揚げ公演）
- 蠍を飼う女 （1959年12月11 - 17日 一ツ橋講堂）作 椎名麟三（青年座第17回公演、1960年 大阪、神戸他で地方公演）
- 謀殺〜二上山鎮魂〜（1978年11月03 - 12日 紀伊國屋ホール）作 西島大（青年座第69回公演）

### 映画
- ある夜ふたたび（1956年、松竹） - 浦島乙子 役
- 危険な関係（1957年、日活） - 司千賀子 役
- 童貞先生行状記（1957年、日活） - 小川先生 役
- 燃える肉体（1957年、日活） - 万引団の女性・高子 役
- 夫婦百景（1958年、日活） - 並木てい子 役
- 西銀座駅前（1958年、日活） - 浅田ヒサ 役
- 星は何でも知っている（1958年、日活） - 欣子 役
- 悪魔と天使の季節（1958年、日活） - 鬼塚先生 役
- 青い乳房（1958年、日活） - 木崎富子 役
- 影なき声（1958年、日活）
- 港でうまれた男（1958年、日活） - 勝代 役
- 不道徳教育講座（1959年、日活） - バー・ルパンのマダム 役
- 第三の死角（1959年、日活） - 木村加代 役
- 愛は空の果てへ（1959年、日活） - 牧田加代
- 素っ裸の年令（1959年、日活） - 房江 役
- 夜霧の空港（1959年、日活） - お時 役
- 雑草のような命（1959年、日活） - 若村千代 役
- 13号待避線より その護送車を狙え（1960年、日活） - 内儀 役
- 打倒（1960年、日活）） - 野中和枝 役
- けものの眠り（1960年、日活） - 佐藤八重子 役
- 俺は銀座の騎兵隊（1960年、日活） - ハクライお春 役
- 密航0ライン（1960年、日活） - 雪子 役
- 天下を取る（1960年、日活） - 田島社長夫人 役
- すべてが狂ってる（1960年、日活） - 母・律子 役
- 善人残酷物語（1960年、日活） - みよ 役
- 波濤を越える渡り鳥（1961年、日活） - 母 役
- 少女（1961年、日活） - 妻おてつ 役
- 豚と軍艦（1961年、日活） - 妻つね 役
- 無鉄砲大将（1961年、日活） - 絹子 役
- ろくでなし野郎（1961年、日活） - マサ 役
- 峠を渡る若い風（1961年、日活） - 今井金花 役
- 海峡、血に染めて（1961年、日活） - 浪江 役
- 母ぁちゃん海が知ってるよ（1961年、日活） - 房代 役
- 一本杉はなにを見た（1961年、日活） - 彼らの母はる 役
- さようならの季節（1962年、日活） - たね 役
- 雲に向かって起つ（1962年、日活） - 河野よしえ 役
- 渡り鳥故郷へ帰る（1962年、日活） -  昌代 役
- ポンコツおやじ（1962年、日活） - コッペ婆さん 役
- しろばんば（1962年、日活） - 石守校長の妻 役
- 愛と死のかたみ（1962年、日活） - ナツ 役
- 十代の河（1962年、日活） - 坂本ふみ 役
- ハイティーンやくざ（1962年、日活） - 吉野たき 役
- いつでも夢を（1963年、日活） - 木村あい 役
- 灼熱の椅子（1963年、日活） - 河本多美 役
- 探偵事務所23〜くたばれ悪党ども（1963年、日活） - 入江 役
- 交換日記（1963年、日活） - 高山しず 役
- 探偵事務所23〜銭と女に弱い男（1963年、日活） - 入江女史 役
- 若い東京の屋根の下（1963年、日活） - 北村律子 役
- 銀座の次郎長 天下の一大事（1963年、日活） - 小春 役
- 浅草の灯 踊子物語（1964年、日活） - 大平呉子 役
- 成熟する季節（1964年、日活） - 番村辰子 役
- 若い港（1964年、日活）
- 鉄火場破り（1964年、日活） - お文 役
- 愛と死をみつめて（1964年、日活） - つゆ子 役
- 春婦伝（1965年、日活）
- 青春のお通り 愛して泣いて突っ走れ!（1966年、日活） - 曾根画伯夫人 役
- 赤いグラス（1966年、日活）
- 新遊狂伝（1966年、日活） - タケ 役
- 絶唱 (1966年 日活) -小雪の母サト 役
- 北国の旅情（1967年、日活）
- 眠れる美女（1968年、松竹）
- かげろう（1969年、松竹）
- 斬り込み（1970年、日活）
- 未亡人ごろしの帝王（1971年、東映）
- ポルノの帝王（1971年、東映）
- 新網走番外地 吹雪の大脱走（1971年、東映）
- 混血児リカ（1972年、東宝）
- 讃歌（1972年、ATG）
- 女囚さそり 701号怨み節（1973年、東映）
- 番格ロック（1973年、東映）
- 妹（1974年、日活）
- わが道（1974年、近代映画協会）
- あばよダチ公（1974年、日活）
- 潮騒（1975年、東宝） ※山口百恵主演版
- 絶唱（1975年、東宝）
- 妖婆（1976年、松竹）
- 青春の門 自立篇（1977年、東宝） - 照葉のママ 役
- 不連続殺人事件（1977年、ATG）
- 聖職の碑（1978年、東宝）
- 絞殺（1979年、ATG）
- 刑事物語（1982年、東宝）
- 時代屋の女房（1983年、松竹）
- 暗室（1983年、にっかつ）
- 地平線（1984年、松竹）
- 高原に列車が走った（1984年、東映）
- 朽ちた手押し車（1984年、ハネシネマ）
- 男はつらいよ 寅次郎恋愛塾（1985年、松竹）
- 潮騒（1985年、東宝） ※堀ちえみ主演版
- 落葉樹（1986年、近代映画協会）
- ブラックボード（1986年、近代映画協会）
- Let's豪徳寺!（1987年、松竹）
- 潤の街（1989年、「潤の街」製作プロジェクト）

### テレビドラマ
- 父の心配（1954年、NHK）
- 大河ドラマ（NHK）
  - 花の生涯（1963年） - 秋山くら
  - 新・平家物語（1972年） - 嶋子
  - 元禄太平記（1975年） - 桔梗局
  - 獅子の時代（1980年） - 弥生
- 虹の設計（1964年、NHK）
- 大市民（1966年、NHK）
- ポーラテレビ小説 （TBS）
  - パンとあこがれ（1969年） - 野口先生の妻
  - 安ベェの海（1969年） - 岩田のぶ
  - オランダ おいね（1970年）
  - 愛子（1973年）
- 特命捜査室 第6話「吸血鬼のキスマーク」（1969年、CX / 東映）
- おやじ太鼓 第56話（1969年、TBS） - 待子の母
- ありがとう（TBS / テレパック）
  - 第1シリーズ （1970年4月2日 - 10月22日） - 洞外きく
  - 第2シリーズ 第29話（1970年8月10日） - 保田
- 孔雀の道（1970年） ‐ 伏見寛子
- おさな妻（1970年、12ch） - 水野先生
- 恋愛術入門 第21話「花嫁りゃく奪作戦」（1971年3月14日、TBS / 国際放映）
- キイハンター 第251話「人間を溶かす死の落とし穴」（1973年、TBS / 東映） - しのぶ
- プレイガール （1971年、12ch / 東映）
  - 第109話「砂に書かれた喧嘩状」（1971年） - 輝子
  - 第208話「高校生芸者殺人事件」（1973年） - 立花和代
- なんたって18歳! 第19話「島のアンコは大騒ぎ」（1972年、TBS / 大映テレビ）
- どっこい大作 第20話「ズッコケ野郎の親孝行!?」（1973年、NET / 東映） - 松本のぶ
- 赤ひげ 第18話「病人長屋東一番」（1973年、NHK）
- 愛といのち（1973年、TBS）
- 花王愛の劇場
  - 月よりの使者（1973年、TBS /国際放映）
  - 名もなく貧しく美しく（1976年、TBS / 東京映画）
- 顔で笑って（1973年 - 1974年、TBS / 大映テレビ） - 岩崎千代
- 誰のために愛するか（1974年、NET）
- 事件狩り 第9話「同棲時代の終り」（1974年、TBS / 大映テレビ）
- 土曜ドラマ（NHK）
  - 松本清張シリーズ・遠い接近（1975年） - 河島の妻
  - 君はまだ歌っているか（1981年） - 井上もよ 役
- いごこち満点（1976年、TBS / テレパック）
- 渚より愛をこめて（1976年、THK / 日本現代企画） - とき
- 愛の償い（1976年、CBC）
- 大都会 闘いの日々 第28話「不法侵入」（1976年、NTV / 石原プロ）
- 水戸黄門 (TBS / C.A.L)
  - 第7部 第17話「黄門さまの駒裁き -天童-」（1976年9月13日） - お辻 役
  - 第14部 第24話「偽黄門にされた黄門様 -高岡-」（1984年4月9日） - おかつ 役
- 三男三女婿一匹（1976年 - 1977年、TBS / テレパック）
- ライオン奥様劇場 / 嫁姑シリーズ（1977年 - 1984年、CX）
  - 小さくとも命の花は（1977年）
  - 私は泣かない（1977年）
  - 私は負けない（1978年）
  - 私は逃げない（1979年）
  - 私は翔ばない（1980年）
  - 私は後妻よ（1981年）
  - 私は後妻よII（1982年）
  - 喜劇・女の天下（1983年）
  - 喜劇・女の戦争（1984年）

いずれの作品も「嫁：市毛良枝、姑：初井」のコンビで制作され、嫁姑間の微妙な人間関係をテーマとしたドラマが各局で数多く制作されるきっかけを作ったシリーズである。
- 不信のとき（1978年、THK / 人間プロ）
- 明日の刑事 第55話「一緒に住もうよお母さん」（1978年、TBS / 大映テレビ）
- 人はそれをスキャンダルという（1979年、TBS / 大映テレビ）
- サンキュー先生（1979 - 1980年、ANB / 東映）
- 秘密のデカちゃん（1981 - 1982年、TBS / 大映テレビ） - 九条勝子 役[7]
  - 第18話「困ったわ!! 隣のオバサマ新登場」（1981年）
  - 第30話「絶望! 隣のオバサマ秘密をキャッチ」（1982年）
- 大岡越前 第6部 第24話「死体が歩いた長屋露地」（1982年8月16日、TBS / C.A.L） - おかん 役
- 土曜ワイド劇場 (ANB)
  - 妻と愛人の決闘（1982年）
  - 偽りの花嫁（1982年）
  - 家政婦は見た!3（1985年）
- 私はタフな女（1981年） ‐ 森田里子
- あんちゃん 第2話「やさしすぎる! モテすぎる! 」（1982年、NTV / ユニオン映画）
- 月曜ワイド劇場 (ANB)
  - 女子少年院（1983年）
  - 結婚詐欺の女（1984年）
  - すりかわった恋人（1985年）
- ザ・サスペンス / 松本清張のゼロの焦点（1983年、TBS） - バーのママ
- 望郷・美しき妻の別れ（1983年、フジテレビ） - 船渡オナ
- 事件記者チャボ! 第10話「チャボに恋したイジワル婆ちゃん」（1984年、NTV / ユニオン映画） - 畑中トラ
- なぜか、ドラキュラ（1984年、NTV）
- 弐十手物語 第4話「新米」（1984年、CX / 東映）
- 気分は名探偵 第15話「お見合いなんて イヤ!!」（1985年、NTV / ユニオン映画） - 草間フミ
- ヤヌスの鏡（1985年 - 1986年、CX / 大映テレビ） - 小沢初江
- 木曜ドラマストリート『家族八景』（1986年、フジテレビ）
- 必殺仕事人V・激闘編 第11話「加代、何でも屋婆さんに驚く」（1986年、ABC / 松竹） - ぎん
- 花嫁衣裳は誰が着る（1986年、CX / 大映テレビ） - 酒田スエ
- セーラー服通り（1986年、TBS）
- 西田敏行の泣いてたまるか 第10話「ぼくの父さんはシェフ」（1986年、TBS / 国際放映、東阪企画）
- アリエスの乙女たち（1987年、CX / 大映テレビ）校長
- 家族の肖像（1987年4月2日放映、NTV）日中合作ドラマスペシャル 監督 森崎東
- 木曜劇場 『クセになりそな女たち』（1987年、CX） - 古川なつ
- 月曜ドラマランド『藤子不二雄の夢カメラ 第2話』（1987年3月2日OA､フジテレビ）
- 連続テレビ小説（NHK）
  - チョッちゃん（1987年） - 岩崎まつ
- 火曜サスペンス劇場 (NTV)
  - 遺書を送った女（1983年5月31日、ヴァンフィル） - 崎津涼子の母親
  - 眠れぬ夜の悪魔（1986年）
  - 切り裂き魔（1987年）
  - 死ぬ前にすべき二、三の事柄（1988年）
  - 花園の迷宮（1988年3月、東映） - お民
- 痛快!ロックンロール通り（1988年、TBS）
- 乱歩賞作家サスペンス / その夜、死はウインクした（1988年、KTV）
- 木曜ゴールデンドラマ
  - 喜劇・ああ結婚式（1986年5月1日放映、YTV）監督 森崎東 - 主演 宮崎淑子
  - マルタの女(1)(2)（1988年、1989年、YTV） - 主演ダンプ松本、その母親
- 名古屋嫁入り物語（1988年、THK / 泉放送制作） - 山田昌演ずる花嫁の母の実姉で家具屋
- 妻そして女シリーズ （MBS）
  - 姑の殺意（1988年）
  - 新・三婆（1989年）
- ドラマ23 / ビートたけし殺人事件（1989年、TBS）
- 赤ひげ（1989年、TBS）

## 出演作品（声優）

### 吹き替え

#### 俳優
パトリシア・ニール
- 大草原の小さな家
- ティファニーで朝食を（2E）※フジテレビ版
- 西部戦線異常なし (ポールの母)

#### 洋画・海外ドラマ
- ベン・ケーシー (マギー・グレアム〈ベッティ・アッカーマン〉)
- 情婦（クリスチーネ〈マレーネ・ディートリヒ〉）
- 高校教師（バニーナの母親〈アリダ・バリ〉）
- デューン/砂の惑星（ガイウス・ヘレン・モヒアム〈シアン・フィリップス〉）※日本テレビ版（BD収録）
- 愛と喝采の日々（エマ〈アン・バンクロフト〉）※LD版
- 裏窓（ステラ〈セルマ・リッター〉）※テレビ版
- ラストエンペラー（西太后〈リサ・ルー〉）
- ジョーズ'87 復讐篇（エレン・ブロディ〈ロレイン・ゲイリー〉）
- マイ・ボディガード（ルース・ゴードン）
- さらばマンザナール収容所 (ノブ・マッカシー)
- ピクニック (ローズマリー（ロザリンド・ラッセル）)
- 私を忘れないで (マリヤ〈アンゲリーナ・ステパノワ〉)
- おとぎの国 「人魚姫」(人魚姫のおばあさん〈キャサリン・ネスビット〉)
- 看護婦物語 「臨床実験」(ブルーナー〈ジェラルディン・フィッツジェラルド〉)
- ルーズベルト物語 (エレノア・ルーズベルト〈グリア・ガースン〉) ※NHK
- 弁護士ジャッド 「断絶」(リー〈ジャックリーン・スコット〉)
- ドクター・ウェルビー 「贈り物」(セニョーラ〈ドロレス・デル・リオ〉)
- 華麗な共犯者 (ハドソン夫人〈シャーリー・ブース〉)
- 警部マクロード「もうひとりの演奏者」(ユージーニー〈リリア・スカラ〉)
- きまりきった日々 (エンマ〈ルイーズ・レイサム〉)
- ポケット一杯の幸福 (アニー〈ベティ・デイヴィス〉) ※NHK版
- 探偵キャノン「疑惑の罠」(リタ〈フィリス・サクスター〉)
- エデンの東(テレビミニシリーズ)(フェイ〈アン・バクスター〉)
- 逃亡者　#100

### ラジオドラマ
- 10人のこびと（1961年4月、NHK)
- チャオ・チャオ日本（1964年4月、NHK)原作 丹下キヨ子、共演 山岡久乃
- 喜界島御霊伝説（1965年4月、TBS)脚本 野口達二、共演 天地総子、早野寿郎
- はかなくもまたかなしくも（1970年7月、NHK)脚本 秋浜悟史、共演 林隆三、芳川和子、谷育子、青柳ひで子他。文化庁芸術祭参加作品。
- 夜の声（1971年2月、NHK)脚本 瀬戸内晴美、演出 平野敦子、共演 奈良岡朋子
- 浜鳴り（1971年4月、NHK)脚本 三浦哲郎、演出 竹内日出男、共演 江角英明、左時枝、秋月喜久江 昭和46年度（第26回）文化庁芸術祭ラジオ・ドラマ部門優秀賞
- 汚れた土地（1971年10月、NHK)原作 コールドウェル、脚色 河野典生、共演 森雅之、井上昭文、島かおり、油谷佐知子
- ばうめん波を叩け（1972年6月、NHK)脚本 高橋辰雄、共演 小池朝雄、蟹江敬三、横山リエ
- ラストシーン（1974年6月、NHK)脚本 瀬戸内晴美、演出 平野敦子、共演 垂水悟郎、東恵美子、西村淳二
- しおばな（1975年4月、NHK)脚本 佐久間崇、共演 林勝也、星千秋、角野卓造、冷泉公裕ほか
- 道はるか（1983年11月、NHK)脚本 岸宏子、脚本 高沢裕之、共演 磯部勉

### アニメ
- クレオパトラ（アポロドリア）
- 天空の城ラピュタ（マ＝ドーラ[8]）

### ナレーション
- 妻たちの劇場 泣きっ面に姑（1990年、CX / 大映テレビ） ※遺作

## 著作
- 『おばちゃんとお母ちゃんとお母さんと母さん』ゲイン 、1990年11月、 ISBN 978-4-906354-04-7
  - 近親にまつわるエッセイ。 まえがき、あとがきで、未了で刊行したこと、執筆様子などを夫の山野史人が記述している。

## 受賞
- 第33回文化庁芸術祭賞演劇部門優秀賞（個人）
  - 受賞出演作：青年座第69回公演『謀殺〜二上山鎮魂〜』